# 페루 여자 축구 국가대표팀

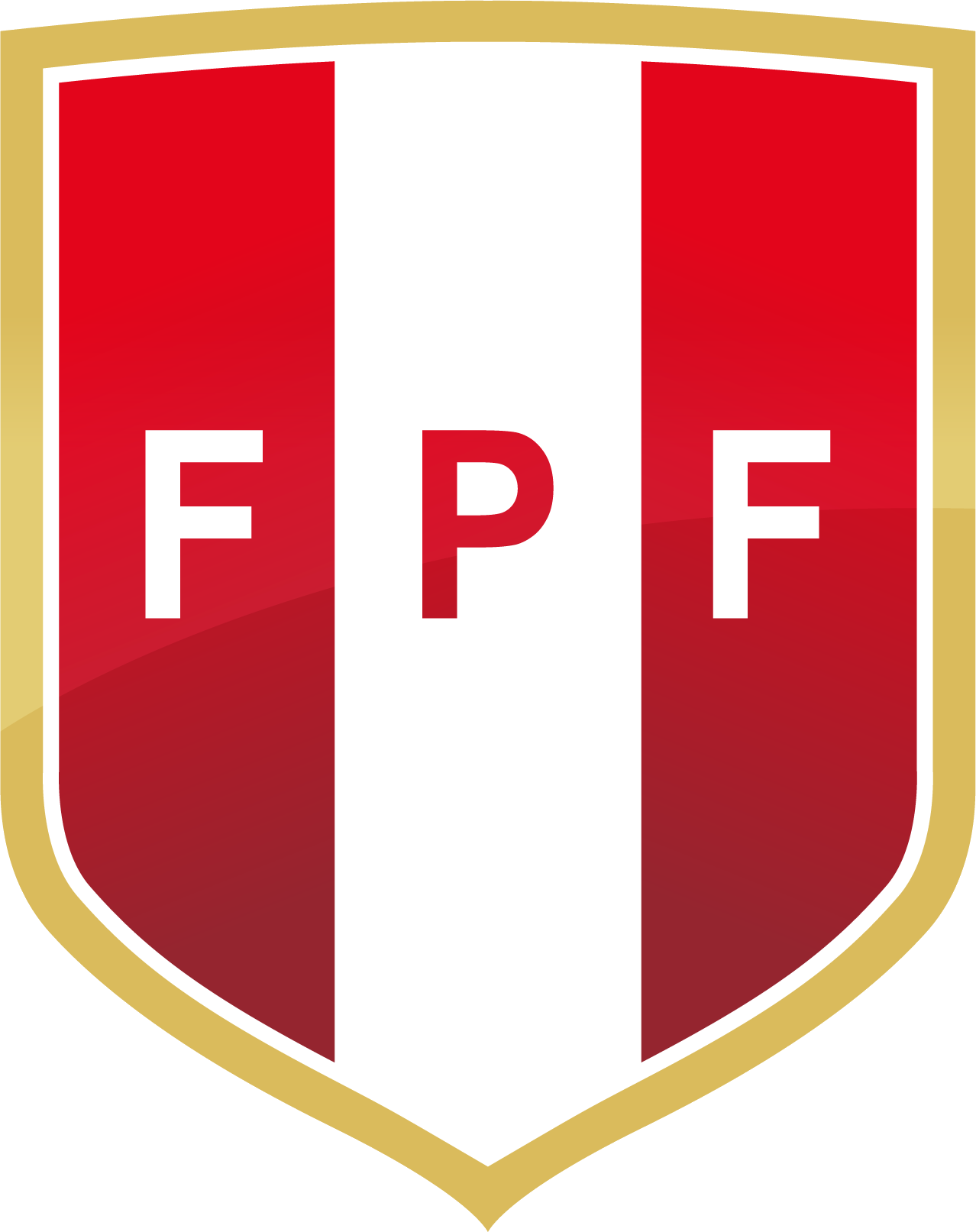

페루 여자 축구 국가대표팀은 페루를 대표하는 여자 축구 대표팀으로 페루 축구 협회에서 관리한다. 1998년 3월 2일 브라질과의 1998년 남미 여자 축구 선수권 대회 A조 조별리그 1차전에서 국제 A매치 첫 경기를 치뤘고 이 경기에서 0-15로 대패했는데 이는 페루 여자 축구가 최다 점수차로 패한 국제 경기로 기록되어 있다. 현재 에스타디오 나시오날 델 페루를 홈 구장으로 사용하고 있다.

## 국제 대회 경력

### 코파 아메리카 페메니나
1998년 대회에 첫 출전한 이후 6번의 대회에 출전하여 처음 출전한 1998년 대회에서 3위를 기록했고 자국에서 열린 2003년 대회에서는 4위에 이름을 올렸으나 이후 4번의 대회에서는 모두 조별리그 탈락의 고배를 마셨다.

### 팬아메리칸 게임
자국에서 열린 2019년 대회에서 사상 첫 팬아메리칸 게임 본선 무대를 밟았지만 4경기에서 1무 3패의 초라한 성적으로 참가한 8팀 가운데 꼴찌에 머물렀다.

## 기타 국제 대회 경력
볼리바르 경기 대회 4번의 대회 중 2005년 대회에서 금메달을 획득하면서 사상 첫 국제 대회 우승을 맛보았고 남미 U-17 여자 선수권 대회에는 4번 출전하여 4번 모두 조별리그에서 탈락했지만 남미 U-20 여자 선수권 대회에는 5번 출전하여 2006년 대회에서 3위를 차지했다.

## 성적

### FIFA 여자 월드컵
- 1991년 ~ 1995년: 불참
- 1999년 ~ 2019년: 예선 탈락

### 올림픽 축구
- 1996년: 불참
- 2000년 ~ 2020년: 예선 탈락

### 코파 아메리카 페메니나
- 1991년 ~ 1995년: 불참
- 1998년: 3위
- 2003년: 4위
- 2006년: 조별 예선
- 2010년: 조별 예선
- 2014년: 조별 예선
- 2018년: 조별 예선

## 같이 보기
- 페루 축구 국가대표팀